# Наумчик, Сергей Иосифович
Серге́й Ио́сифович Нау́мчик (бел. Сярге́й Іосіфавіч Наву́мчык; род. 15 декабря 1961, Поставы, Витебская область) — белорусский журналист и политик.

## Биография
Родился в Поставах в семье секретаря Витебского обкома партии. Окончил факультет журналистики Белорусского государственного университета, служил в армии. Участвовал в самиздате. В 1990—1996 годах — депутат Верховного Совета Белоруссии, координатор парламентской Оппозиции БНФ, член Конституционной Комиссии и парламентской Комиссии в вопросах СМИ и прав человека. Возглавлял информационное агентство «Павет».
Участвовал в голодовке депутатов Оппозиции БНФ в знак протеста против инициированного президентом Лукашенко референдума об изменении государственной символики, ликвидации статуса белорусского языка как единственного государственного, права президента распускать парламент и интеграции с Россией. В ночь на 12 апреля 1995 года депутаты были избиты подразделением спецвойск в зале заседаний парламента.
В 1996 году эмигрировал из Беларуси. Существует версия о том, что командующий пограничными войсками Республики Беларусь выдал распоряжение задержать его в случае въезда на территорию Беларуси (газета «Свобода», 12 мая 1996 года). В августе 1996 года получил политическое убежище в США.
Заместитель Председателя Рады БНР (с 1997 года).
Член Белорусского ПЕН-центра.
На «Радио Свобода» начиная с 1990 года.